# Sergius III.
Sergius III. († 14. April 911 in Rom) war Gegenpapst im Jahre 898 und Papst vom 29. Januar 904 bis zum 14. April 911.

## Historischer Hintergrund
Das Papsttum war im 10. Jahrhundert zum Spielball italienischer – speziell römischer – Adelsfamilien geworden, die danach strebten, den Stuhl Petri entweder mit einem eigenen Familienmitglied zu besetzen oder seinen Inhaber zumindest für die eigene Politik einzuspannen. Zu den wichtigsten Konkurrenten um die Macht in Italien gehörten die Herzöge von Spoleto, die Markgrafen von Friaul und die Grafen von Tusculum.
Sergius entstammte möglicherweise dem Haus Tusculum und gehörte zu den wichtigsten Unterstützern des mit diesem verbundenen Hauses Spoleto in Rom. Acht Jahre vor dem Beginn seines Pontifikats war der Streit zwischen den Anhängern des früheren Papstes Formosus – der den ostfränkischen König Arnulf von Kärnten als König von Italien favorisiert hatte – und Papst  Stephan VI., gleichfalls einem Parteigänger der Herzöge von Spoleto, in der sogenannten Leichensynode eskaliert.

## Wahl zum Papst
Da das Bild Sergius’ III.  wesentlich von dem kaisertreuen Geschichtsschreiber Liutprand von Cremona überliefert ist, lassen sich historische Wahrheit und Propaganda in den Aussagen über ihn nur schwer auseinanderhalten. Nach Liutprands Zeugnis war Sergius ursprünglich Bischof von Caere gewesen. Im Jahre 898 habe ihn die Partei der Gegner des Formosus auf Betreiben des Herzogs Alberich von Spoleto als Gegenpapst zu Johannes IX. eingesetzt. Die Formosianer hätten ihn jedoch vertrieben. Nach dem Sturz von Papst Christophorus wurde Sergius erneut zum Papst gewählt, diesmal in Übereinstimmung mit dem kanonischen Recht.

## Pontifikat
Nach Liutprand von Cremona ließ Sergius seine beiden Vorgänger umbringen und zeugte mit seiner Mätresse Marozia einen Sohn, den späteren Papst Johannes XI. Während einige Historiker diese Berichte als gegen die Häuser Spoleto und Tusculum gerichtete Propaganda abtun, halten andere sie für durchaus glaubwürdig. Vor allem die nicht zu leugnende Tatsache, dass Sergius die Beschlüsse der makabren Leichensynode von 897 wieder in Kraft setzte und die Anhänger des Papstes Formosus verfolgen ließ, wirft ein sehr ungünstiges Licht auf ihn. Mit dem Pontifikat des Sergius begann die Periode der später so genannten Pornokratie, der „Mätressenherrschaft“.
In Sergius’ Amtszeit fällt auch der Wiederaufbau der 897 durch ein Erdbeben zerstörten Lateranbasilika.

## Konflikt mit der Ostkirche
Mit der Orthodoxen Kirche geriet er in Konflikt, da er in den sogenannten „Tetragamiestreit“ eingriff: Der Patriarch von Konstantinopel, Nikolaos I. Mystikos, hatte den byzantinischen Kaiser Leo VI. gebannt, weil dieser gegen das Kirchenrecht eine vierte Ehe eingegangen war. Sergius dagegen erteilte dem Kaiser dafür eine päpstliche Dispens. Diese Aktion übte zwar keinen relevanten Einfluss auf die Haltung der Ostkirche oder des byzantinischen Kaisers aus, trug aber zur Verschlechterung der Beziehungen zwischen der lateinischen und der griechischen Kirche bei. Der Patriarch beteiligte sich später an einer Intrige gegen Leo VI. und wurde deshalb für fünf Jahre in das Kloster Galakrenai bei Chalkedon verbannt.